# Blush Music
Pour les articles homonymes, voir Blush Music (original score) et Blush.
Albums de Woven Hand
Woven Hand
(2002) Blush Music (original score)
(2003)
Blush Music est un album de musique rock et alternative folk du groupe Woven Hand sorti le 10 février 2003 sur le label Glitterhouse Records.

## Historique
Blush Music est enregistré au studio Absinthe de Denver dans le Colorado sous la supervision de Robert Ferbrache. Il a été en grande partie composé – en moins de trois mois – pour la musique du spectacle de danse contemporaine de la compagnie Ultima Vez de Wim Vandekeybus, Blush en 2002, à la suite de la rencontre entre David Eugene Edwards et Wim Vandekeybus lors d'un concert. À ce titre il existe une version de cet album Blush Music (original score), adaptée d'un point de vue de la durée des chansons et des arrangements au spectacle de danse. Il reprend également un certain nombre de titres ré-arrangés à partir du premier album de Woven Hand.

## Titres de l'album
1. Cripplegate (Standing on Glass)
2. Animalitos (Ain't No Sunshine) adapté de Bill Withers
3. White Bird
4. Snake Bite
5. My Russia (Standing on Hands)
6. The Way
7. Aeolian Harp (Under the World)
8. Your Russia (Without Hands)
9. Another White Bird
10. Story and Pictures

## Musiciens ayant participé à l'album
- David Eugene Edwards, chant, guitares
- Ordy Garrison, percussions
- Daniel MacMahon, piano